# Colby Campbell
Colby Campbell (29 ottobre 1998) è un giocatore di football americano statunitense, che gioca come linebacker per i Rotterdam Trojans.
Dopo aver giocato per 2 diverse squadre universitarie è passato ai finlandesi Kuopio Steelers. Nel 2023 ha firmato prima con i Munich Cowboys e poi con i Nojima Sagamihara Rise, mentre l'anno successivo si è trasferito ai Rotterdam Trojans.

## Palmarès
- 1 Vaahteramalja (Kuopio Steelers: 2022)